# Ovulariopsis erysiphoides
Ovulariopsis erysiphoides är en svampart som beskrevs av Pat. & Har. 1900. Ovulariopsis erysiphoides ingår i släktet Ovulariopsis och familjen Erysiphaceae.   Inga underarter finns listade i Catalogue of Life.